# 斯科特·史蒂文斯
斯科特·史蒂文斯（英語：Scott Stevens，1964年4月1日—），加拿大男子冰球运动员，场上位置是后卫。他曾代表加拿大国家队参加1998年冬季奥林匹克运动会冰球比赛，获得第4名。